# PointSoft
Pointsoft est la marque commerciale de la société Goto Capital (ex Goto Group) entreprise française filiale de GOTO Software fondée en 1993 et basée à Hem dans le département du Nord. Elle était spécialisée dans la distribution et la réédition de cédéroms multimédias (jeux vidéo) et de logiciels grand public à petits prix,. L’entreprise est placée en redressement judiciaire en mars 2005. La filiale allemande Pointsoft Deutschland GmbH est repris par Frogster Interactive Pictures AG en avril 2005. PointSoft a également commercialisé des jeux vidéo sous la marque Hi-Score.

## Historique

Logo de la marque Hi-Score

Goto Software est radiée le 23 août 2013 à la suite d'une fusion.